# Fritz Gautier
Pour les articles homonymes, voir Gautier.
Fritz Gautier (né le 17 janvier 1950 à Norden, en Frise orientale, et décédé le 10 août 2017 à Cologne) était un homme politique allemand social-démocrate (SPD).

## Biographie
Diplômé du lycée d'Emden en 1968, Gautier a étudié la chimie à l' Université technique de Braunschweig. Il a obtenu le diplôme de chimiste, a obtenu son doctorat en 1977 et a ensuite été assistant de recherche à la Société pour la recherche en biotechnologie à Braunschweig.
Dans sa jeunesse, Gautier appartenait aux jeunesses socialistes Die Falken. En 1973, il est devenu membre du SPD. Il a siégé un temps au comité du parti du district de Braunschweig et dans le comité du parti de en Basse-Saxe. De 1980 à 1987, il est membre du Parlement européen, puis jusqu'en 1994 du Bundestag allemand. De 1989 à 2000, Gautier était échevin de la ville de Cologne .
Gautier a été enterré en mer.